# Parque Berrío (métro de Medellín)
Parque Berrío est une station du métro de Medellín sur la ligne A, à Medellín en Colombie. 